# التقسيم الإداري في غينيا

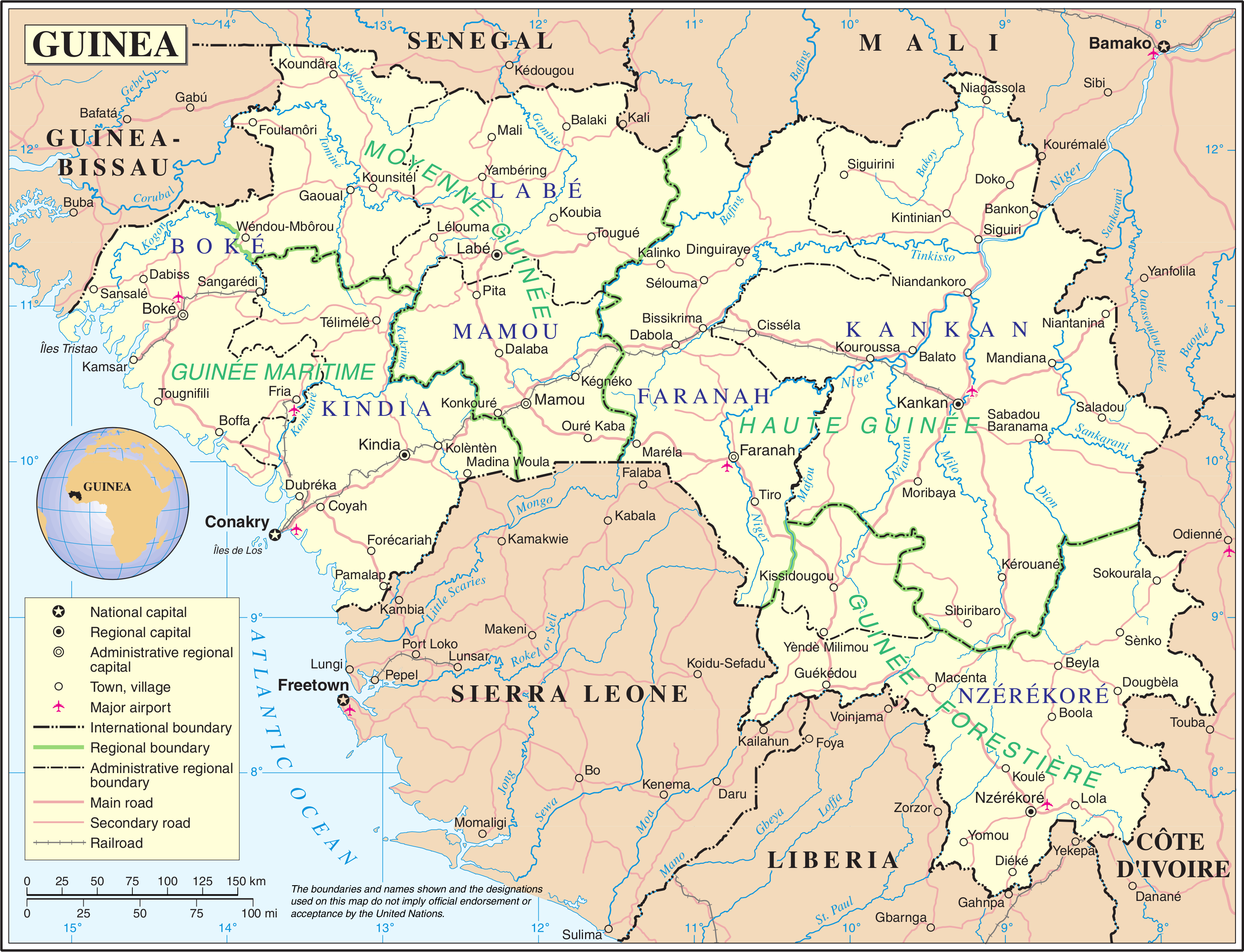
أقاليم غينيا الطبيعية (البحرية والوسطى والعليا والحرجية)

غينيا تنقسم إلى أربعة أقاليم طبيعية بخواص مختلفة تتعلق بالأنسان والجغرافيا والمناخ.
- غينيا البحرية ( La Guinée Maritime ) وتغطى 18% من إجمالي مساحة الدولة .
- غينيا الوسطى ( La Moyenne-Guinée ) وتغطي 20% من إجمالي مساحة الدولة.
- غينيا العليا ( La Haute-Guinée ) وتغطي 38% من إجمالي مساحة الدولة.
- غينيا الحرجية ( Guinée Forestière ) وتغطي 23% من إجمالي مساحة الدولة وتغطيها غابات وجبال.

## التقسيم الحكومي

### الأقاليم

أقاليم غينيا

تنقسم غينيا إلى 7 أقاليم إدارية . وتصنف العاصمة الوطنية كوناكري كمنطقة خاصة .
| الأقليم                          | العاصمة             | تعداد السكان |
| -------------------------------- | ------------------- | ------------ |
| إقليم كوناكري Conakry Region     | كوناكري Conakry     | 2,325,190    |
| إقليم نزيريكوري Nzérékoré Region | نزيريكوري Nzérékoré | 1,528,908    |
| إقليم كانكان Kankan Region       | كانكان Kankan       | 1,427,568    |
| إقليم كنديا Kindia Region        | كنديا Kindia        | 1,326,727    |
| إقليم بوكي Boké Region           | بوكي Boké           | 965,767      |
| إقليم لابي Labé Region           | لابي Labé           | 903,386      |
| إقليم فارانه Faranah Region      | فارانه Faranah      | 839,083      |
| إقليم مامو Mamou Region          | مامو Mamou          | 719,011      |

- تعداد السكان في كوناكري يبلغ 2,782,630 نسمة وتصنف كمنطقة خاصة .

### المحافظات
تنقسم أقاليم غينيا إلى 33 محافظة وهي تشكل المستوى الإداري الثاني لغينيا.

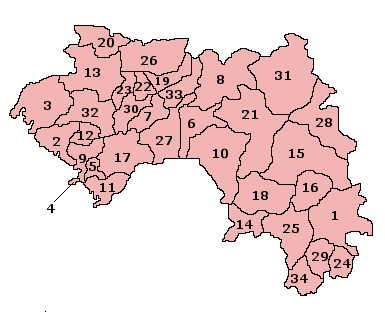
محافظات غينيا

### المحافظات الفرعية
شعبيات غينيا أو المحافظات الفرعية (Sub-Prefectures) تشكل التقسيم الثالث لغينيا. منذ عام 2009 بلغ عدد الشعبيات الريفية 303 شعبية وعدد الشعبيات الحضرية 38 شعبية وتشكل خمسة من هذه الشعبيات الجزء الأكبر لمنطقة كوناكري.